# Oxelytrum emarginatum
Oxelytrum emarginatum es una especie de escarabajo carroñero del género Oxelytrum, categorizada en la tribu Silphini, de la subfamilia Silphinae. Fue descrita por Portevin en 1920.

## Distribución
Se distribuye por América del Sur: Brasil.